# Trigonostigma somphongsi
Trigonostigma somphongsi är en fiskart som först beskrevs av Meinken, 1958.  Trigonostigma somphongsi ingår i släktet Trigonostigma och familjen karpfiskar. IUCN kategoriserar arten globalt som akut hotad. Inga underarter finns listade i Catalogue of Life.